# Нюрнберзька воронка

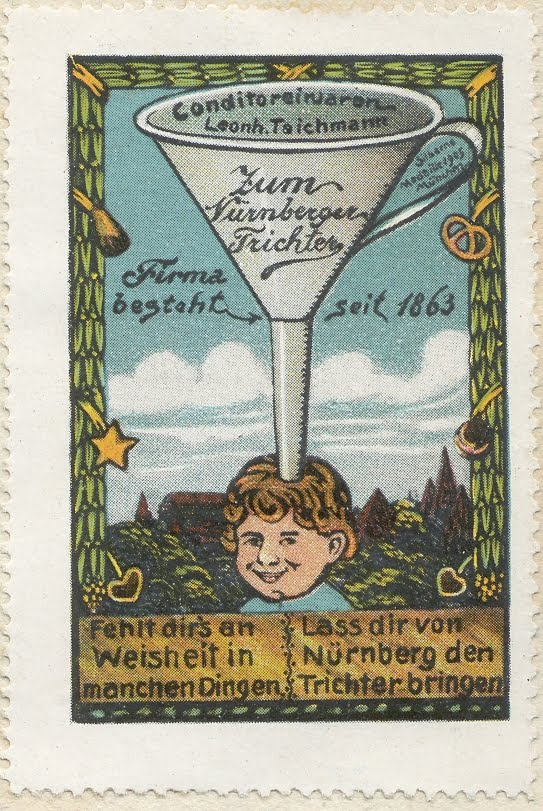
Рекламна марка із зображенням Нюрнберзької воронки («Якщо вам не вистачає знань у деяких галузях, дозвольте мені взяти воронку з Нюрнберга»). Надрукована в Нюрнберзі в 1910 році.

Нюрнберзька воронка (нім. Nürnberger Trichter) — це грайливий опис механічного способу навчання та викладання. З одного боку, це викликає образ учня, який засвоює уроки за такою методикою навчання майже без зусиль, а з іншого боку, вчителя, який навчає всьому навіть «найтупіших» учнів.

## Етимологія
Термін «Нюрнберзька воронка», дуже поширений у німецькомовних країнах, походить від назви поетичного підручника засновників Пегницького квіткового ордена та нюрнберзького поета Георга Філіпа Харсдорфера (1607-1658), який його опублікував  в Нюрнберзі в 1647 під назвою Poetischer Trichter. Die Teutsche Dicht- und Reimkunst, ohne Behuf der lateinischen Sprache, in VI Stunden einzugießen («Поетична воронка. Мистецтво німецької поезії та рими, без використання латинської мови, вилилося в VI ч.). Завдяки широкому розповсюдженню твору, вираз «Нюрнберзька воронка» став поширеною ідіомою.
Такі вирази, як «направити щось» або «зробити щось воронкою» навіть старші за образ «Нюрнберзької воронки»; вони були вперше записані в збірці прислів'їв Себастьяна Франка в 1541 році, але без посилання на місто Нюрнберг.
Ранню ілюстрацію воронки можна знайти в 1566 році в назві частини книги «Тенор християнської дитячої пісні» Йоганна Вальтера.

## Зовнішні посилання
- (англ.) German First Day School Portraits: Funnel / Trichter